# Wiedomys
A Wiedomys az emlősök (Mammalia) osztályának rágcsálók (Rodentia) rendjébe, ezen belül a hörcsögfélék (Cricetidae) családjába tartozó nem.

## Rendszerezés
A nembe az alábbi 2 faj tartozik:
- Wiedomys cerradensis Gonçalves, Almeida & Bonvicino, 2005
- Wiedomys pyrrhorhinos Wied-Neuwied, 1821 - típusfaj